# Lasianthus ledermannii
Lasianthus ledermannii är en måreväxtart som beskrevs av Theodoric Valeton. Lasianthus ledermannii ingår i släktet Lasianthus och familjen måreväxter. Inga underarter finns listade i Catalogue of Life.